# Обидимски манастир
Обидимският манастир „Свети Пантелеймон“ е български женски манастир, подчинен на Неврокопската епархия на Българската православна църква, спадащ към Разложката духовна околия. Храмовият празник е на 27 юли.

## Местоположение
Манастирът се намира в землището на село Обидим и на около 4 км северозападно от самото село, на 1009 метра надморска височина. Прекият път минава през Добринище и е дълъг 6 km по черен път, който продължава до река Безбожка и е достъпен за автомобили.

## История
Манастирът е построен в XX век на мястото на разрушен стар манастир. В 1914 година е построена църквата на манастира. В Обидимския манастир се намират редки икони, като тази със Света Богородица в цял ръст с младенеца, Свети Пантелеймон и Свети Атанасий.
На 1 януари 1934 година пристига в банското село Обидим Георги Цветинчев, където е назначен на работа в Обидимския манастир от черковното настоятелство със свещеник Христо Бл. Кандев. Георги Цветинчев се посвещава на подобряването на културните и битовите условия на храма. Събира дарения, обикаляйки Разложко и Неврокопско, с които успява да построи още две сгради към манастира и издига популярността му сред населението. Погребан е в двора на Обидимския манастир. В 1953 година църквата е осветена от митрополит Пимен Неврокопски.